# Scapochariesthes nigroapicipennis
Scapochariesthes nigroapicipennis är en skalbaggsart som beskrevs av Stefan von Breuning 1948. Scapochariesthes nigroapicipennis ingår i släktet Scapochariesthes och familjen långhorningar. Inga underarter finns listade i Catalogue of Life.